# Telipogon peruvianus
Telipogon peruvianus är en orkidéart som beskrevs av Tamotsu Hashimoto. Telipogon peruvianus ingår i släktet Telipogon och familjen orkidéer. Inga underarter finns listade i Catalogue of Life.